# Liste der Kulturdenkmäler in Studernheim
In der Liste der Kulturdenkmäler in Studernheim sind alle Kulturdenkmäler des Stadtteils Studernheim der rheinland-pfälzischen Stadt Frankenthal aufgeführt. Grundlage ist die Denkmalliste des Landes Rheinland-Pfalz (Stand: 15. August 2023).

## Einzeldenkmäler
| Bezeichnung                       | Lage                                          | Baujahr | Beschreibung | Bild                           |
| --------------------------------- | --------------------------------------------- | ------- | --- | ------------------------------ |
| Schulhaus                         | Frankenthaler Straße 1 Lage                   | 1893    | Grundschule; blockhafter Walmdachbau, Neurenaissance-Motive, 1893                                                                          | weitere Bilder Fotos hochladen |
| Katholische Pfarrkirche St. Georg | Frankenthaler Straße 2 Lage                   | 1827/28 | Saalbau, 1827/28, Architekten Karl Reichert und F. Günther, Frankenthal; neuromanischer Turmvorbau, 1879, Architekt Franz Schöberl, Speyer | weitere Bilder Fotos hochladen |
| Wohnhaus                          | Oggersheimer Straße 8 Lage                    | 1742    | Wohnhaus und Hofmauer einer ehemaligen Hofanlage; Krüppelwalmdachbau, Torfahrt bezeichnet 1742                                             | Fotos hochladen                |
| Kapelle                           | Oggersheimer Straße, Ecke Ruchheimer Weg Lage | 1751    | bezeichnet 1751 und 1803 (Renovierung) | Fotos hochladen                |